# Podon schmackeri
Podon schmackeri är en kräftdjursart som beskrevs av Poppe 1889. Podon schmackeri ingår i släktet Podon och familjen Podonidae. Inga underarter finns listade i Catalogue of Life.